# Arbovirussen
Arbovirus is een aanduiding voor een heterogene verzameling virussen die gemeen hebben dat ze door geleedpotigen (Arthropoda) worden overgebracht. De naam is een samenstelling van arthropod-borne virus, oftewel: virussen die door artropoden worden overgedragen.
Arbovirussen zijn niet evolutionair verwant en vertonen uiteenlopende virologische eigenschappen. Er is inmiddels meer dan 250-tal dergelijke virussen beschreven, waarvan er zo'n 80 ook ziekten bij de mens veroorzaken. Belangrijke overbrengers (vectoren) zijn onder andere muggen en teken. De meeste arbo-virussen zijn RNA-virussen. De overbrengende vectoren hebben meestal zelf geen last van het virus. 
Arbovirussen kunnen zowel dieren als planten infecteren. Bij de mens treden de symptomen van een arbovirus-infectie over het algemeen drie tot vijftien dagen na blootstelling aan het virus op. De meest voorkomende klinische symptomen van infectie zijn koorts, hoofdpijn en malaise. Enkele arbovirussen, zoals de beruchte filovirussen, kunnen ook ernstigere ziekten veroorzaken, zoals encefalitis of hemorragische koorts.

## Oorzaak

### Transmissie

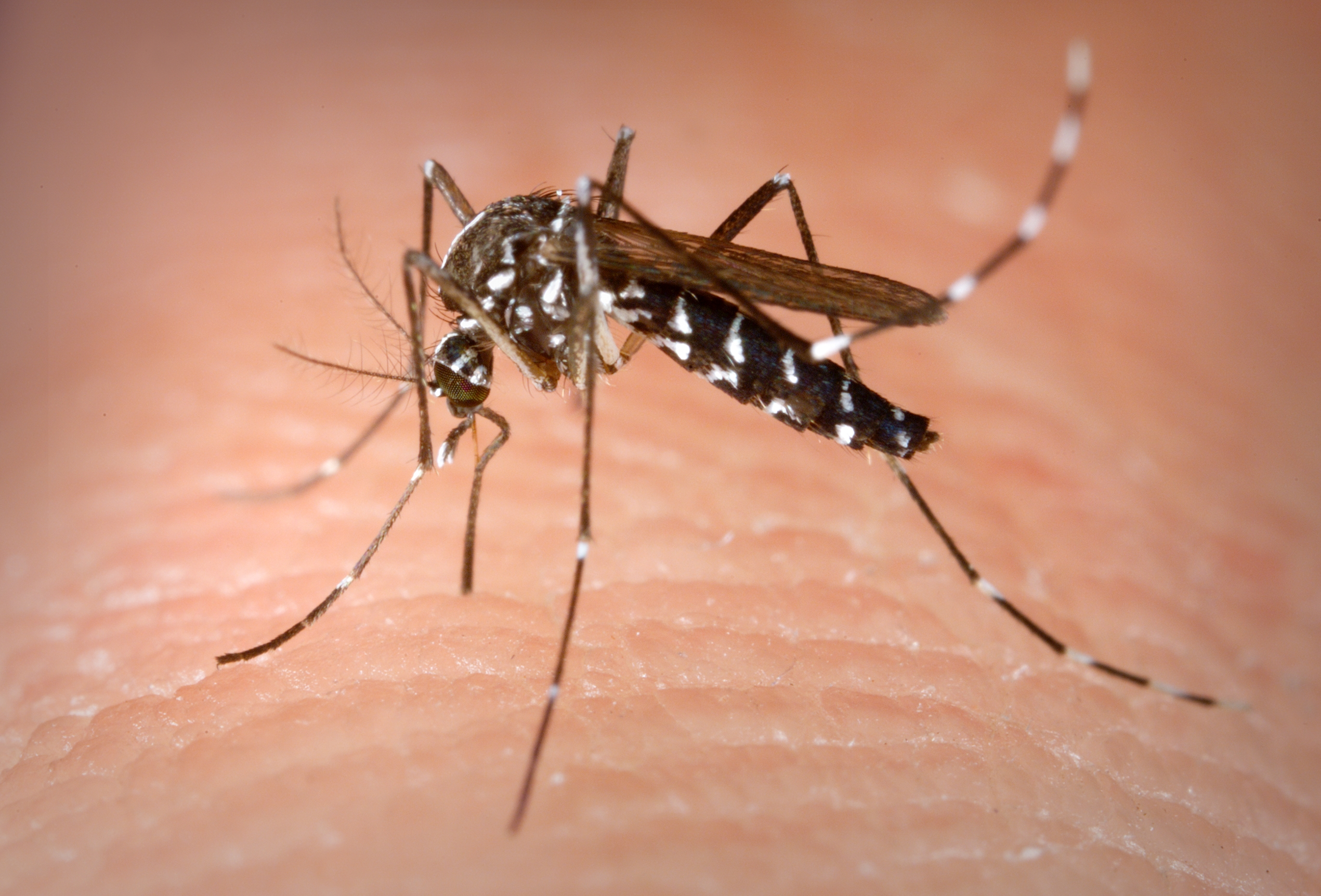
Veel muggensoorten, zoals Aedes albopictus, hebben het bloed van gewervelden nodig om zich succesvol voor te planten.

Arbovirussen handhaven hun voortbestaan door een cyclus te doorlopen tussen een gastheer, een organisme waarin het virus zich vermenigvuldigt, en een vector, een organisme dat het virus vervoert en doorgeeft aan een nieuwe gastheer. Voor arbovirussen zijn vectoren gewoonlijk muggen, teken, zandvliegen en andere geleedpotigen die zich voeden met het bloed van gewervelde dieren. Het gewervelde dier waarvan het bloed wordt uitgezogen, zijn de gastheren. Elke vector heeft over het algemeen een sterke voorkeur voor een specifiek gastheerdier.
Het virus springt van de speekselklieren van de vector over naar het bloed van de gastheer tijdens een beet. Vervolgens ondergaat het virus een proces genaamd amplificatie, waarbij het zich snel binnen het bloedplasma vermenigvuldigt (viremie). Wanneer er een niet-geïnfecteerde vector later het bloed drinkt van deze gastheer, zal deze het virus bij zich dragen en een volgende gastheer kunnen infecteren. Bij sommige gastheren zal geen amplificatie optreden, waardoor deze soort het virus niet verder zal verspreiden. Dergelijke soorten worden dead-end gastheren genoemd.

### Tussen mensen
De mens is voor de meeste arbovirussen een 'dead-end' gastheer dat wil zeggen dat virusverspreiding via de mens niet mogelijk is. Bij bloedtransfusies en orgaantransplantatie is overdracht tussen mensen echter wel mogelijk, wanneer de donor door een arbovirus is geïnfecteerd. Om deze reden worden het bloed en organen vaak grondig op virusdeeltjes gescreend, voordat de potentiële donor in aanmerking komt voor donorschap.

## Classificatie
Arbovirussen zijn een grote en diverse groep. In het verleden werden arbovirussen onderverdeeld in vier groepen: A, B, C en D. Groep A omvatte leden van het geslacht Alphavirus, en Groep B het geslacht Flavivirus. Groep C omvatte de ene helft van het geslacht Orthobunyavirus, groep D de andere helft. Later werden arbovirussen gezamenlijk geclassificeerd volgens de Baltimore-classificatie alsook volgens de classificatie van het ICTV. Vrijwel alle klinisch belangrijke arbovirussen behoren tot een van de volgende vier groepen:
- Orde Bunyavirales (groep V)
  - Geslacht Banyangvirus
    - Huaiyangshan banyangvirus

  - Geslacht Orthobunyavirus
    - California encephalitis virus
    - La Crosse encephalitis virus

  - Geslacht Orthonairovirus
    - Krim-Congo-hemorragische koortsvirus

  - Geslacht Phlebovirus
    - Heartland-virus
    - Riftdalkoorts-virus

- Familie Flaviviridae (groep IV)
  - Geslacht Flavivirus
    - Muggenvector virussen
      - Dengue-groep
        - Denguevirus

      - Japanse encefalitis-groep
        - Japanse encefalitis-virus
        - Murray Valley-virus
        - Westnijlvirus

      - Spondweni-groep
        - Spondweni-virus
        - Zikavirus

      - Gelekoort-groep
        - Gele koortsvirus

    - Tekenvector virussen
      - Kyasanur woudziekte-virus
      - Tekenencefalitis-virus

- Familie Reoviridae (groep III)
  - Onderfamilie Sedoreovirinae
    - Geslacht Orbivirus
      - Afrikaanse paardenpest-virus
      - Blauwtong-virus
      - Equine encephalosis virus

    - Geslacht Seadornavirus
      - Banna-virus

  - Onderfamilie Spinareovirinae
    - Geslacht Coltivirus
      - Colorado-tekenkoortsvirus

- Familie Togaviridae (groep IV)
  - Geslacht Alphavirus
    - Chikungunya-virus
    - Ross River-koortsvirus
    - Venezolaanse equïene encefalitis-virus